# Sinus Fidei
Il Sinus Fidei ("Golfo della fede", in latino) è un piccolo mare lunare costituito da basalto e situato nella regione della Terra Nivium. Ha un'estensione di circa 70 km.